# Engelhardtia rigida
Engelhardtia rigida là một loài thực vật có hoa trong họ Juglandaceae. Loài này được Blume mô tả khoa học đầu tiên năm 1826.